# Natriumperoxid
Natriumperoxid är en kemisk förening av natrium och syre med formeln Na2O2.

## Egenskaper
Natriumperoxid hydrolyseras våldsamt vid kontakt med vatten och bildar natriumhydroxid (NaOH) och väteperoxid (H2O2).
{\displaystyle {\rm {Na_{2}O_{2}+2\ H_{2}O\rightarrow 2\ NaOH+H_{2}O_{2}}}}
Det är en peroxid och är därför ett starkt oxidationsmedel och kan spontanantända många organiska vätskor som till exempel alkoholer och glykoler.

## Framställning
Natriumperoxid kan framställas genom direkt reaktion mellan natrium och syre vid 130 – 200 °C. Det kan också framställas katalytiskt genom att ozon (O3) får oxidera natriumjodid (NaI) med platina eller palladium som katalysator. Jod fälls ut som rena kristaller.
{\displaystyle {\rm {6\ NaI+2\ O_{3}\rightarrow 3\ Na_{2}O_{2}+6\ I}}}

## Användning
Natriumperoxid används för att bleka pappersmassa och för att lösa ut mineraler från malm.
Natriumperoxid används också för att rena luft i slutna system, till exempel i rymdfarkoster och ombord på ubåtar. Det reagerar med koldioxid och bildar natriumkarbonat varvid syrgas frigörs.
{\displaystyle {\rm {2\ Na_{2}O_{2}+2\ CO_{2}\rightarrow 2\ Na_{2}CO_{3}+O_{2}}}}